# U-660
| U-660                      | U-660                                                          | U-660                                                          |
| -------------------------- | -------------------------------------------------------------- | -------------------------------------------------------------- |
|                            |                                                                |                                                                |
|                            |                                                                |                                                                |
|                            |                                                                |                                                                |
| Під прапором               | Третій рейх                                                    | Третій рейх                                                    |
| Спуск на воду              | 17 листопада 1941 року                                         | 17 листопада 1941 року                                         |
| Виведений зі складу флоту  | 12 листопада 1942 року                                         | 12 листопада 1942 року                                         |
| Сучасний статус            | затоплений                                                     | затоплений                                                     |
| Проєкт                     |                                                                |                                                                |
| Тип ПЧ                     | Торпедний ДПЧ                                                  | Торпедний ДПЧ                                                  |
| Основні характеристики     |                                                                |                                                                |
| Швидкість (надводна)       | 17,7 вузлів                                                    | 17,7 вузлів                                                    |
| Швидкість (підводна)       | 7,6 вузлів                                                     | 7,6 вузлів                                                     |
| Робоча глибина занурення   | 100 м                                                          | 100 м                                                          |
| Гранична глибина занурення | 220 м                                                          | 220 м                                                          |
| Екіпаж                     | 44 осіб                                                        | 44 осіб                                                        |
| Розміри                    |                                                                |                                                                |
| Довжина найбільша (по КВЛ) | 67,1 м                                                         | 67,1 м                                                         |
| Ширина корпусу найб.       | 6,2 м                                                          | 6,2 м                                                          |
| Висота                     | 9,6 м                                                          | 9,6 м                                                          |
| Середня осадка (по КВЛ)    | 4,70 м                                                         | 4,70 м                                                         |
| Водотоннажність надводна   | 769 т                                                          | 769 т                                                          |
| Озброєння                  |                                                                |                                                                |
| Артилерія                  | одна палубна гармата калібру 88-мм, одна 20-мм зенітна гармата | одна палубна гармата калібру 88-мм, одна 20-мм зенітна гармата |
| Торпедно- мінне озброєння  | 4 носових і один кормовий ТА. 14 торпед                        | 4 носових і один кормовий ТА. 14 торпед                        |

U-660 — німецький підводний човен типу VIIC, часів Другої світової війни.
Замовлення на будівництво човна було віддане 9 жовтня 1939 року. Човен був закладений на верфі суднобудівної компанії «Howaldtswerke Hamburg AG» у Гамбурзі 15 лютого 1941 року під заводським номером 809, спущений на воду 17 листопада 1941 року, 8 січня 1942 року увійшов до складу 5-ї флотилії. Також за час служби перебував у складі 9-ї та 29-ї флотилій. Єдиним командиром човна був капітан-лейтенант Гец Баур.
Човен зробив 3 бойових походи, в яких потопив 2 і пошкодив 2 судна.
Потоплений 12 листопада 1942 року в Середземному морі північніше Орану (36°07′ пн. ш. 01°00′ зх. д. / 36.117° пн. ш. 1.000° зх. д.) глибинними бомбами британських корветів «Лотус» і «Старворт». 2 члени екіпажу загинули, 45 врятовані.

## Потоплені та пошкоджені кораблі[3]
| Назва           | Тип            | Належність      | Дата           | Тоннаж (БРТ) | Вантаж                                                                | Статус     | Місце                                                       |
| Condylis        | вантажне судно | Греція          | 10 серпня 1942 | 4 439        | 6 924 т зерна та вантажівок                                           | пошкоджено | 53°41′ пн. ш. 41°23′ зх. д. / 53.683° пн. ш. 41.383° зх. д. |
| Cape Race       | вантажне судно | Велика Британія | 10 серпня 1942 | 3 807        | 1230 норм деревини (3979 тонн) і 1040 тонн сталі                      | потоплено  | 56°45′ пн. ш. 22°50′ зх. д. / 56.750° пн. ш. 22.833° зх. д. |
| Empire Reindeer | вантажне судно | Велика Британія | 10 серпня 1942 | 6 259        | 5 950 т генеральних вантажів та державних матеріалів                  | потоплено  | 57°00′ пн. ш. 22°30′ зх. д. / 57.000° пн. ш. 22.500° зх. д. |
| Oregon          | вантажне судно | Велика Британія | 10 серпня 1942 | 6 008        | 8107 тонн генеральних вантажів, включаючи продукти харчуванні і сталь | пошкоджено | 57°05′ пн. ш. 22°41′ зх. д. / 57.083° пн. ш. 22.683° зх. д. |